# Кроманьйонці

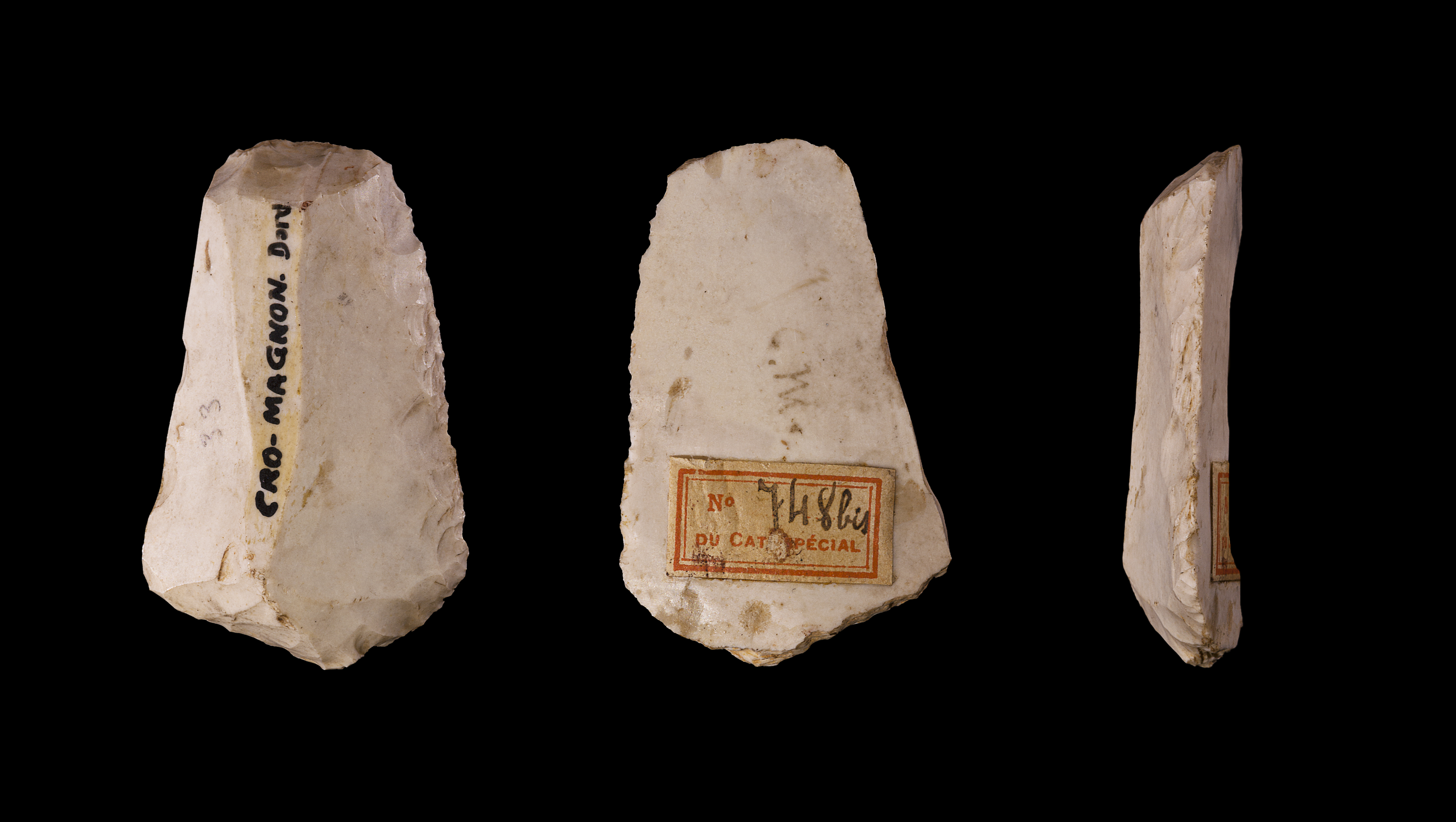
Скребок кроманьйонця — Колекція «Louis Lartet» — Музей Тулуз

Кроманьйо́нці (англ. Cro-Magnons) — узагальнена назва людей, що жили у пізньому палеоліті і мали сучасний вигляд, вони вважаються предками європейців. Інша назва — неоантропи. Кроманьйонці є першими відомими представниками Homo sapiens у Європі. Перший кістяк кроманьйонця було знайдено в 1868 у печері Кро-Маньйон (Cro-Magnon) в департаменті Дордонь (Dordogne) у Франції. Вважається, що вони прийшли на зміну неандертальцям на Середньому Сході, в Африці, Європі й Азії близько 40 000 років тому і проіснували ~30 000 років. Важко вказати точний час та причину зникнення кроманьйонців. Вони мали сучасні форму кістяка і будову черепа(прямий високий лоб, прямий ніс, надбрівні дуги досить добре виражені, проте на відміну від неандертальця не були суцільними). Відрізнялись від своїх сучасних нащадків тільки дещо більшим об'ємом мозку 1400—1900 см³(приблизно на 4%) і міцнішою будовою тіла.
Займалися полюванням на великих звірів — бізонів, мамутів, оленів, печерних ведмедів та диких коней. Як зброю використовували списи з кам'яними та кістяними наконечниками, лук і стріли, для риболовлі використовували кістяний гарпун та гачки виготовленні із кісток.
Жили кроманьйонці групами (від 20 до 100 осіб). Спочатку подібно до неандертальців кроманьйонці жили у печерах, проте пізніше почали будувати курені, для основи яких використовували кістки великих тварин (переважно мамутів). Їх складали у формі круга діаметром 3-4 м та накривали зверху шкірами, і курені навколо обкладали камінням або черепами тих же мамутів.
Для побутових потреб кроманьйонці використовували ножі, шкребки, різці, провертки, виготовлені із кременю, або кісток (були знайдені ножі із дерев'яними та кістяними рукоятками, прикрашеними різьбою, і це свідчить про високий рівень майстерності кроманьйонців). Також кроманьйонці вміли обробляти шкури, з яких за допомогою кістяних голок шили одяг. 
Кроманьйонці створювали наскельні малюнки, гравюри, скульптури із каменю, кістки та дерева (переважно це були фігури звірів, на яких вони полювали), прикраси (браслети та намиста з кісток), володіли музичними інструментами (роги, барабани та пищики).
Відомо, що в кроманьйонців були поховальні обряди. Поховання супроводжувалось ритуальними співами, мертвого споряджали всім необхідним, поруч з ним клали зброю, прикраси, їжу та одяг. Тіло вкладали в позі ембріона та обкладали зверху камінням.
Вчені припускають, що кроманьйонці вступали в контакти з неандертальцями і неодноразово пов'язують з ними причини зникнення неандертальців.
На території України кроманьйонці з'явилися близько 40 тисяч років тому.
Житло кроманьйонців, виготовлене з кісток мамонтів, що було знайдене біля Межиріча в 1965 році, експонується у відділі палеонтології (3 поверх) Національного науково-природничого музею у Києві.